# Polly’s Chapel

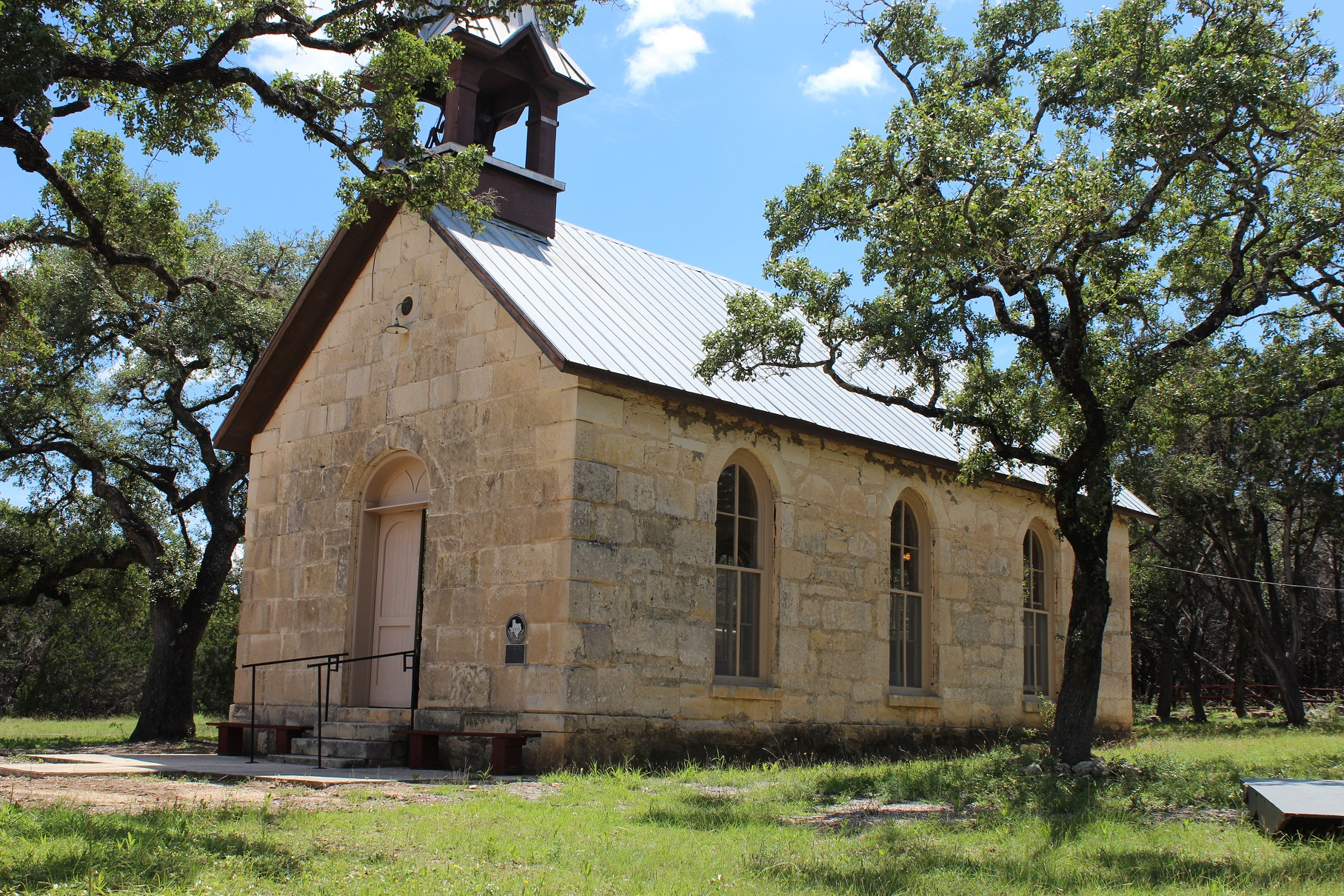
Die St. John’s Methodist Episcopal Church

Polly’s Chapel ist eine methodistische Kapelle nordöstlich der texanischen Stadt Bandera im gleichnamigen Bandera County
Der Siedler und Texas Ranger Policarpo Rodriguez (1829–1914) errichtete die Kapelle 1882 eigenhändig aus Feldsteinen, nachdem er 1858 an den Privilege Creek gekommen und dort zum methodistischen Glauben konvertiert war. In der Kapelle predigten er und sein Vater.
1965 wurde die Kapelle zur Recorded Texas Historic Landmark erklärt.